# Lago Cuitzeo
O Lago Cuitzeo é um lago no estado de Michoacán, México. Se encontra na região de Sistema Vulcânico Transversal, e é o segundo maior lago do país, possuindo uma área de aproximadamente 400 Km², superado apenas pelo Lago Chapala.

## História
O lago se originou no final do mioceno, quando houve a diminuição das atividades vulcânicas na região. As atividades tectônicas fragmentaram as lavas e depósitos vulcano-clásticos, gerando um graben, onde se formou um lago profundo, cujo depocentro estava localizado na região de Charo, mais ao sul da localização atual do lago. Permaneceu nesta localização por aproximadamente 2 milhões de anos.
Durante o período colonial, foi construído o dreno La Cinta e um canal ligando o Lago Cuitzeo a Lagoa Yuriria. Em 1988, os pescadores bloquearam o canal, devido as sucessivas seca que causava no lago.
Entre 1976 e 1978, foi aterrado uma área de 2.500 hectares na porção leste do lago, para uso agrícola. Este aterro provocou a estagnação de nutrientes e o crescimento da vegetação hidrofílica.
Desde o ano de 1997, houve um aumento de algas cianófitas, da alcalinidade, condutividade, salinidade e de sólidos dissolvidos, e a diminuição da profundidade do lago. Esses problemas são causados por circunstâncias naturais e antropogênicas, e pela intensa atividade humana como o despejo de resíduos domésticos sem o tratamento adequado da água, o uso de agroquímicos e pesticidas nas áreas agrícolas, e despejo de metais e outros resíduos orgânicos das industrias. Atualmente, o lago passa por uma crise hídrica, com 60% de sua área estando seca.

## Características
A água que alimenta o lago é proveniente do escoamento dos rios Grande de Morelia, Queréndaro e Zinapécuaro; das nascentes termais existente dentro do lago e ao entorno dele; e de águas pluviais. Possui característica alcalina e salobra, e sua salinidade vem aumentando com o tempo, devido ao déficit hídrico e contribuições de sais provenientes das fontes termais.
O sedimento em seu piso é constituído de 20% a 60% de argila, e possui textura mais arenosa na região sudeste. Também há a presença abundante de carvão, e contém ainda nanodiamantes que datam do início do período Dryas recente.
O lago está fragmentado em 3 porções, devido a uma barreira artificial construída para a passagem da Rodovia Federal 43 e da Rodovia Morelia-Salamanca; e de uma barreira natural formada de vegetação hidrofílica. A área de sua superfície sofre alterações sazonalmente, com máxima de 400 Km², e a mínima registrada de 250 Km² (em 1986).
Os trechos mais fundos do lago possui aproximadamente 2 metros de profundidade, e um terço do lago chega a poucos centímetros de profundidade. A porção oeste do lago é a mais rasa, ocorrendo secas por vários meses. O período de maior seca são os meses de janeiro, fevereiro, março e parte de abril.

## Flora
Apresenta 4 tipos de plantas aquáticas: hidrófitas enraizadas emergentes, hidrófitas enraizadas submersas, hidrófitas flutuantes livremente e hidrófitas de folhas flutuantes. 92 espécies são encontradas no lago. As espécies com maior presença são as Typha domingensis Presl., Potamogeton pectinatus L. e Eichhornia crassipes.